# Frederick Lamb, 3:e viscount Melbourne
Frederick James Lamb, 3:e viscount Melbourne, född den 17 april 1782, död den 29 januari 1853, var en brittisk diplomat, son till Peniston Lamb, 1:e viscount Melbourne, bror till William Lamb, 2:e viscount Melbourne.
Lamb var 1815–1820 engelsk minister i München och 1825–1827 i Madrid. Han skickades 1827 till Portugal som ambassadör och var 1831–1841 ambassadör i Wien. Han blev 1839 peer med titeln lord Beauvale och ärvde 1848 broderns titel. Deras syster, Emily Lamb, var gift med lord Palmerston.